# Kim Yong-hyun (militar)
Kim Yong-hyun (en hangul, 김용현; Masan, 25 de junio de 1959) es un ex teniente general y político surcoreano. Entre el 6 de septiembre y el 5 de diciembre de 2024 ocupó el cargo de Ministro de Defensa Nacional de Corea del Sur, renunció a su cargo como ministro por su participación en la Ley marcial de Corea del Sur de 2024.

## Biografía

### Primeros años
Kim nació en Masan, provincia de Gyeongsang del Sur en junio de 1959. En su juventud estudió en la Chungam High School de Seúl, escuela a la que también asistía Yoon Suk-yeol. Se unió a la Academia Militar de la República de Corea en 1978.

### Carrera
Siendo militar ocupó cargos importantes como Comandante de Defensa de la Capital y jefe de operaciones del Estado Mayor Conjunto de Corea del Sur. En 2017 se retiró de la vida militar siendo un general de tres estrellas.Se desempeñó como Jefe del Servicio de Seguridad Presidencial desde el inicio de la administración del presidente Yoon Suk-yeol el 11 de mayo de 2022. Permaneció en el cargo hasta el 6 de septiembre de 2024 día en que fue designado como Ministro de Defensa Nacional.

## Ley marcial de 2024
La noche del 3 de diciembre de 2024 el presidente Yoon Suk-yeol anunció la implementación de la ley marcial, mencionando a «Fuerzas antiestatales» y la amenaza Corea del Norte como los principales motivos para su implementación. Minutos después soldados y policías fueron desplegados en la sede de la Asamblea Nacional de Corea del Sur con la orden de ocupar la asamblea y evitar el ingreso de los legisladores. Manifestantes contrarios a la implementación de la ley marcial que se habían congregado en las afueras de la asamblea se enfrentaron a los policías y militares, mientras que los legisladores sesionaban al interior de la asamblea para revertir la implementación de la ley marcial.Tras la votación de la asamblea contra la ley marcial, el presidente Yoon accedió a levantar la ley marcial.
Como consecuencia, el 5 de diciembre de 2024 anunció su renuncia como Ministro de Defensa y pidió perdón a la ciudadanía. El viceministro de defensa, Kim Seon-ho, mencionó en una sesión parlamentaria que el ministro Kim Yong-hyun fue quien sugirió al presidente Yoon implementar ley marcial y fue quien dio la orden a los policías y militares de ocupar la asamblea.
Kim fue detenido el domingo 8 de diciembre de 2024 acusado de insurrección y abuso de poder, fue trasladado a un centro de detención en Seúl. El martes 10 de diciembre por la noche, antes de que un tribunal aprobara una orden de arresto en su contra, Kim intentó suicidarse usando la ropa que se le proporcionó en el centro de detención, al día siguiente el Ministerio de Justicia confirmó que su vida ya no corría riesgo.